# Macaco (capoeira)
Pour les articles homonymes, voir Macaco.

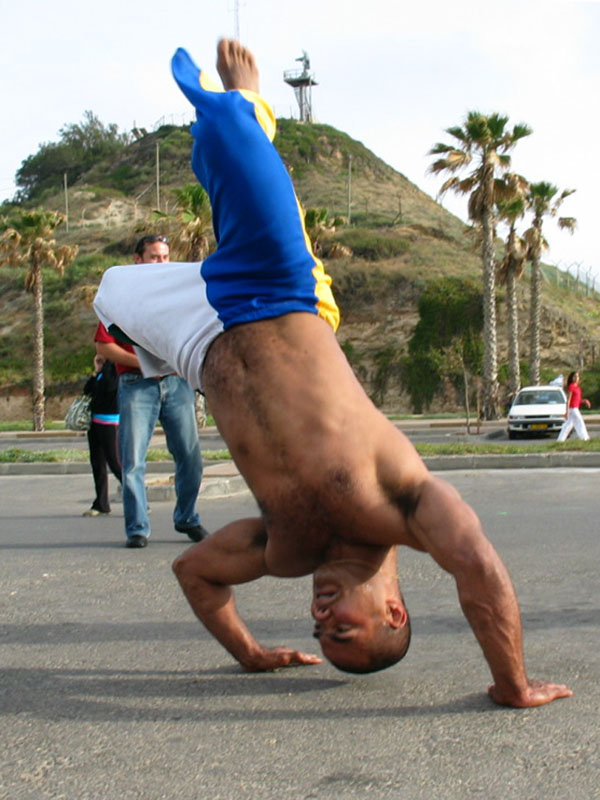

Le macaco (singe, en portugais) est un floreio de capoeira qui consiste à faire une sorte de roue arrière à partir d'une position accroupie. Ce mouvement a été emprunté par le breakdance, dans lequel il est également appelé macaco, ou bien "monkey flip".

## Technique
- À partir d'une position accroupie, poser la main la plus proche par rapport au partenaire à plat au sol derrière soi (ni trop loin, ni trop près).
- Tirer l'autre bras vers l'arrière en levant bien haut le bassin.
- Donner l'impulsion en poussant sur les deux jambes en même temps.
- Faire passer le corps par-dessus, en effectuant une sorte de roue vers l'arrière en pivotant autour de l'épaule du bras d'appui.
- Poser la main un petit peu plus loin (et non à côté) de la main d'appui.
- Poser la jambe opposée à la main d'appui en premier au sol, près du corps. On peut également revenir accroupi ou arrêter le mouvement en babaneira ou bananeirinha.

Cette figure est couramment utilisée comme un déplacement pour enjoliver le jeu et s'exécute alors avec le corps orienté sur le côté par rapport au partenaire, mais le macaco peut aussi servir d'esquive ou de contre dans le cas où on se fait prendre en cruz à partir de la queda de três.
Dans le jeu d'amazonas, le macaco est effectué avec les jambes jointes du début à la fin.